# Paradarnoides danforthi
Paradarnoides danforthi är en insektsart som beskrevs av Ramos. Paradarnoides danforthi ingår i släktet Paradarnoides och familjen hornstritar. Inga underarter finns listade i Catalogue of Life.